# 이마주쿠촌 (후쿠오카현)
이마주쿠촌(今宿村)은 일본 후쿠오카현 이토시마군에 설치되었던 촌이다. 현재의 후쿠오카시 니시구의 일부에 해당한다.

## 역사
- 1889년 4월 1일 - 정촌제 시행에 의해 시마군 이마주쿠촌이 성립하였다.
- 1896년 4월 1일 - 이토군과 합병해 이토시마군이 되었다.
- 1941년 10월 15일 - 이키촌, 노코노시마촌과 함께 후쿠오카시에 편입해 폐지되었다.